# Winnetka USTA Pro Tennis Championship
Il Winnetka USTA Pro Tennis Championship, noto anche come Nielsen USTA Pro Tennis Championship per ragioni di sponsorizzazione, è stato un torneo professionistico maschile di tennis. Faceva parte dell'ATP Challenger Tour e del circuito professionistico organizzato dalla Federazione tennis statunitense, la United States Tennis Association (USTA). Inaugurato nel 1984, ha subito nel corso degli anni diverse interruzioni. Si è giocato annualmente sui campi in cemento dell'A.C. Nielsen Tennis Center a Winnetka, negli Stati Uniti.
Il torneo non è mai stato vinto due volte nel singolare dallo stesso tennista, mentre nel doppio solo Myles Wakefield è riuscito a bissare il successo.

## Albo d'oro

### Singolare
| Anno      | Campione           | Finalista           | Punteggio        |
| --------- | ------------------ | ------------------- | ---------------- |
| 1984      | Marc Flur          | Mike Leach          | 6–3, 6–4         |
| 1985      | Barry Moir         | Harold Solomon      | 2–6, 7–5, 6–2    |
| 1986      | Non disputato      | Non disputato       | Non disputato    |
| 1987      | Simon Youl         | Roberto Saad        | 5–7, 7–6, 6–3    |
| 1988      | Jeff Tarango       | Gianluca Pozzi      | 7–5, 5–7, 6–2    |
| 1989      | Brian Garrow       | Todd Martin         | 6–4, 6–2         |
| 1990      | Cristiano Caratti  | Chris Garner        | 7–6, 6–1         |
| 1991      | Byron Black        | Todd Martin         | 6–4, 4–6, 6–2    |
| 1992      | Chuck Adams        | Steve Bryan         | 6–4, 6–4         |
| 1993      | Kevin Ullyett      | Maurice Ruah        | 6–3, 6–2         |
| 1994      | Vince Spadea       | Cristiano Caratti   | 6–1, 4–6, 7–5    |
| 1995 1996 | Non disputato      | Non disputato       | Non disputato    |
| 1997      | Gianluca Pozzi     | Wayne Black         | 6–4, 6–2         |
| 1998      | Geoff Grant        | Diego Nargiso       | 5–7, 6–3, 7–5    |
| 1999      | Alex O'Brien       | Maks Mirny          | 6–2, 6–2         |
| 2000      | Takao Suzuki       | Yong-Il Yoon        | 6–2, 6–4         |
| 2001 2005 | Non disputato      | Non disputato       | Non disputato    |
| 2006      | Sam Querrey        | Andrea Stoppini     | 6–2, 6–3         |
| 2007      | Noam Okun          | Kevin Anderson      | 6–4, 6–3         |
| 2008      | Rajeev Ram         | Scoville Jenkins    | 7–5, 6–4         |
| 2009      | Alex Kuznetsov     | Tim Smyczek         | 6–4, 7–6(1)      |
| 2010      | Brian Dabul        | Tim Smyczek         | 6–1, 1–6, 6–1    |
| 2011      | James Blake        | Bobby Reynolds      | 6–3, 6–1         |
| 2012      | John-Patrick Smith | Ričardas Berankis   | 3–6, 6–3, 7–6(3) |
| 2013      | Jack Sock          | Bradley Klahn       | 6–4, 6–2         |
| 2014      | Denis Kudla        | Farrukh Dustov      | 6–2, 6–2         |
| 2015      | Somdev Devvarman   | Daniel Nguyen       | 7–5, 4–6, 7–6(5) |
| 2016      | Yoshihito Nishioka | Frances Tiafoe      | 6–3, 6–2         |
| 2017      | Akira Santillan    | Ramkumar Ramanathan | 7–6(1), 6–2      |
| 2018      | Evgenij Karlovskij | Jason Jung          | 6–3, 6–2         |
| 2019      | Bradley Klahn      | Jason Kubler        | 6–2, 7–5         |

### Doppio
| Anno      | Campione                               | Finalista                                | Punteggio           |
| --------- | -------------------------------------- | ---------------------------------------- | ------------------- |
| 1984      | Dan Goldie Michael Kures               | Ricardo Acuña Belus Prajoux              | 3–6, 6–4, 7–5       |
| 1985      | Ricky Brown Luke Jensen                | Kelly Evernden Brian Levine              | 6–4, 6–7, 6–4       |
| 1986      | Non disputato                          | Non disputato                            | Non disputato       |
| 1987      | Tobias Svantesson Jon Treml            | Pieter Aldrich Warren Green              | 6–3, 6–4            |
| 1988      | Ricardo Acuña Royce Deppe              | Jared Palmer Pete Sampras                | 6–4, 6–4            |
| 1989      | Ville Jansson Scott Warner             | Bill Benjes Arthur Engle                 | 6–7, 6–4, 6–4       |
| 1990      | Zeeshan Ali Menno Oosting              | Doug Flach Luis Herrera                  | 4–6, 6–3, 6–2       |
| 1991      | Byron Black Scott Melville             | Keith Evans Dave Randall                 | 6–4, 4–6, 6–2       |
| 1992      | Andrew Kratzmann Roger Rasheed         | Rick Witsken Todd Witsken                | 6–3, 3–6, 6–3       |
| 1993      | Wayne Arthurs Mark Petchey             | Pat Rafter Sandon Stolle                 | 7–6, 6–7, 6–4       |
| 1994      | Brian MacPhie David Witt               | Doug Flach Wade McGuire                  | 7–5, 6–2            |
| 1995 1996 | Non disputato                          | Non disputato                            | Non disputato       |
| 1997      | Michael Sell Myles Wakefield (1)       | Chad Clark Ben Ellwood                   | 6–3, 7–6            |
| 1998      | Grant Silcock Myles Wakefield (2)      | Geoff Grant Mark Merklein                | 1–6, 7–6, 7–6       |
| 1999      | James Blake Thomas Blake               | Maks Mirny Alexander Reichel             | 6–4, 6–7, 6–3       |
| 2000      | Hyung-Taik Lee Yong-Il Yoon            | Matthew Breen Luke Smith                 | 2–6, 7–5, 6–3       |
| 2001 2005 | Non disputato                          | Non disputato                            | Non disputato       |
| 2006      | Cecil Mamiit Eric Taino                | Scoville Jenkins Rajeev Ram              | 6–2, 6–4            |
| 2007      | Patrick Briaud Chris Drake             | Nicholas Monroe Izak Van Der Merwe       | 7–6(5), 6–4         |
| 2008      | Todd Widom Michael Yani                | Ti Chen Jose Statham                     | 6–2, 6–2            |
| 2009      | Carsten Ball Travis Rettenmaier        | Brett Joelson Ryan Sweeting              | 6–1, 6–2            |
| 2010      | Ryler DeHeart Pierre-Ludovic Duclos    | Rik De Voest Somdev Devvarman            | 7–6(4), 4–6, [10–8] |
| 2011      | Treat Conrad Huey Bobby Reynolds       | Jordan Kerr Travis Parrott               | 7–6(7), 6–4         |
| 2012      | Devin Britton Jeff Dadamo              | John Peers John-Patrick Smith            | 1–6, 6–2, [10–6]    |
| 2013      | Yuki Bhambri Michael Venus             | Somdev Devvarman Jack Sock               | 2–6, 6–2, [10–8]    |
| 2014      | Thanasi Kokkinakis Denis Kudla         | Evan King Raymond Sarmiento              | 6–2, 7–6(4)         |
| 2015      | Johan Brunström Nicholas Monroe        | Sekou Bangoura Frank Dancevic            | 4–6, 6–3, [10–8]    |
| 2016      | Stefan Kozlov John-Patrick Smith       | Sekou Bangoura David O'Hare              | 6–3, 6–3            |
| 2017      | Sanchai Ratiwatana Christopher Rungkat | Kevin King Bradley Klahn                 | 7–6(4), 6–2         |
| 2018      | Austin Krajicek Jeevan Nedunchezhiyan  | Roberto Maytín Christopher Rungkat       | 6(4)–7, 6–4, [10–5] |
| 2019      | JC Aragone Bradley Klahn               | Christopher Eubanks Thai-Son Kwiatkowski | 7–5, 6–4            |